# Giống (hình học)

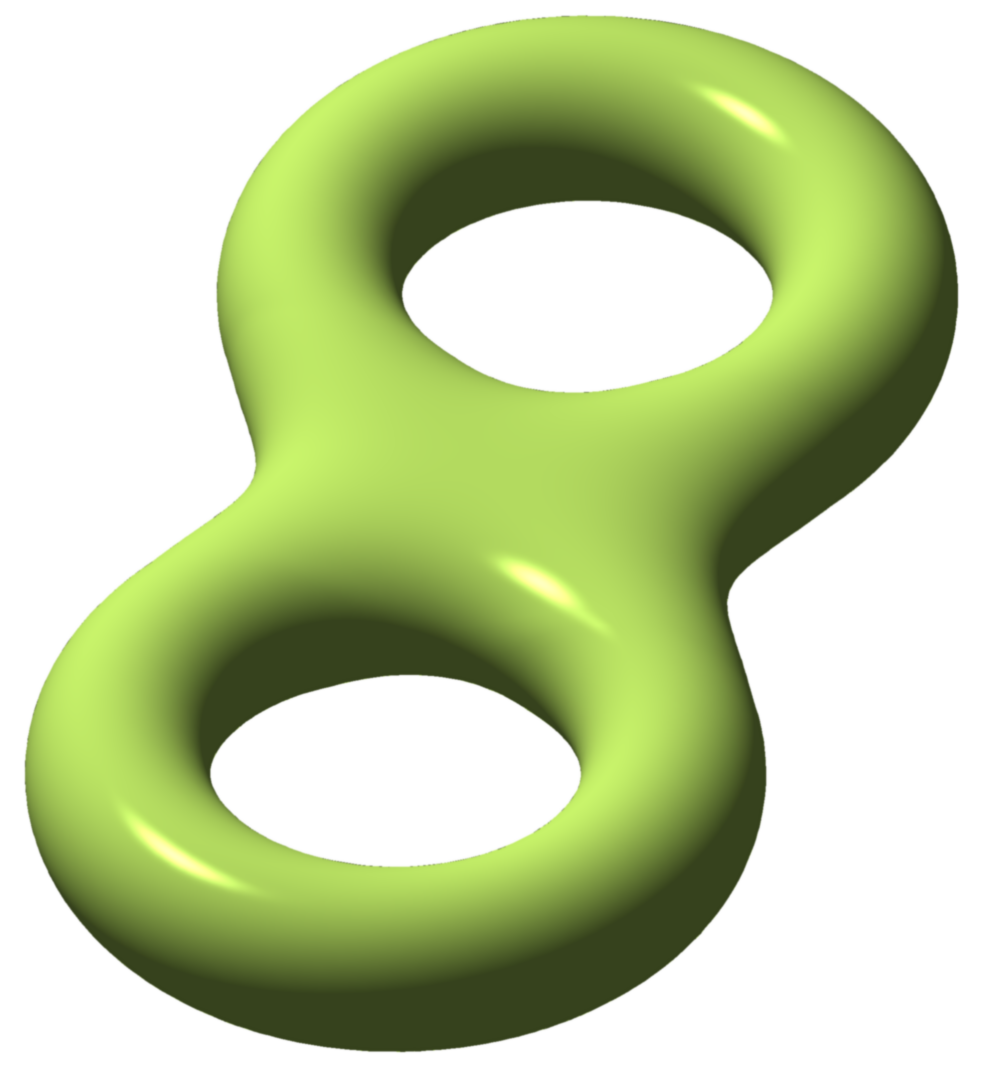
Một mặt cong giống 2

Trong hình học và các ngành toán học liên quan, giống có một vài ý nghĩa khác nhau nhưng có liên hệ gần gũi. Khái niệm phổ biến nhất, giống của một mặt cong (định hướng được), mô tả số lượng "lỗ" mà nó có; theo đó hình cầu có giống bằng 0 và hình xuyến có giống bằng 1. Điều này được chính xác hóa trong bài viết.

## Tô pô

### Mặt cong định hướng được

Cả tách cà phê và bánh donut đều có giống bằng một.

Giống (hay số giống) của một mặt cong liên thông định hướng được là một số nguyên biểu thị số lần cắt tối đa dọc theo các đường cong đơn khép kín không giao nhau mà không khiến đa tạp kết quả mất tính liên thông. Nó bằng số lượng tay cầm trên mặt cong.
Ngoài ra, nó có thể được xác định theo đặc trưng Euler χ, thông qua mối quan hệ χ=2-2g cho mặt cong đóng, trong đó g là số giống. Đối với mặt cong có b thành phần biên, ta có quan hệ χ=2-2g-b.
Ví dụ:
- Hình cầu S2 và một đĩa tròn đều có giống bằng không.
- Hình xuyến có giống bằng một, cũng như bề mặt của một cốc cà phê có tay cầm.

Giống của một vài bề mặt định hướng được
Giống 0
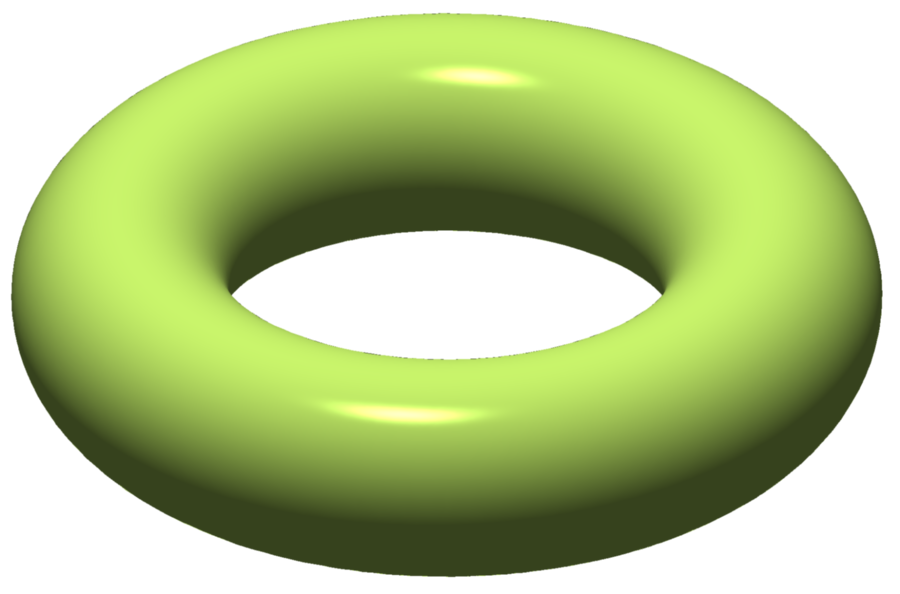
Giống 1
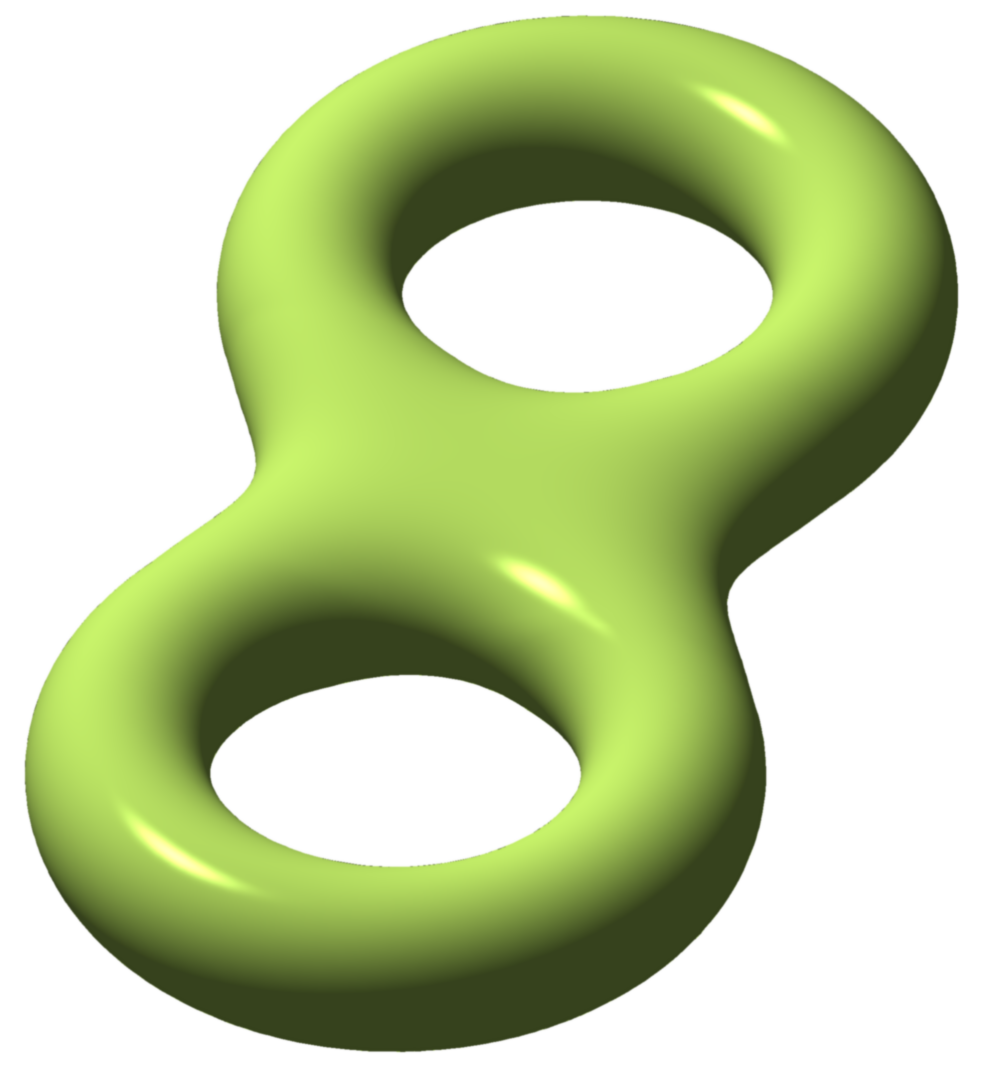
Giống 2
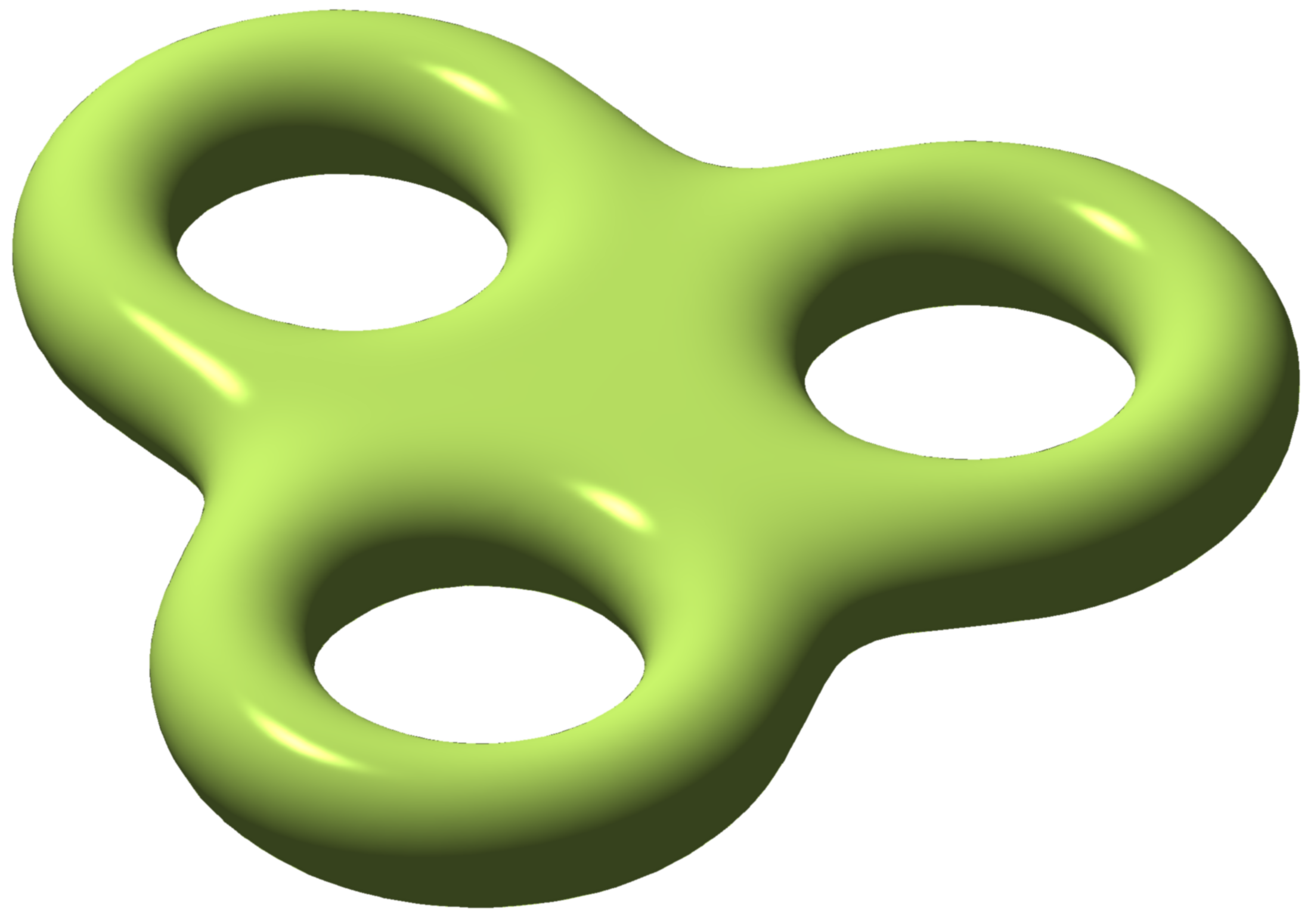
Giống 3

### Mặt cong không định hướng được
Với các mặt cong không định hướng được, ta có khái niệm giống không định hướng, cũng gọi là nửa giống hay giống Euler. Nó liên hệ với đặc trưng Euler thông qua hệ thức χ=2−k.
Ví dụ:
- Một mặt phẳng xạ ảnh thực có giống không định hướng bằng 1.
- Một chai Klein có giống không định hướng bằng 2.